# Київська художньо-реміснича навчальна майстерня друкарської справи
Київська художньо-реміснича навчальна майстерня друкарської справи — навчальний заклад з друкарства, що діяв у Києві на початку XX століття.

## Історія

### Передумови
На зламі XIX і XX століть у Києві значно збільшилось видання книжкової продукції. У місті працювало понад 70 друкарень, літографій, нотодрукарень, палітурень тощо. Індустріалізація змусила замінити старі малопродуктивні друкарські верстати на швидкісні друкарські машини. Для роботи на новій техніці були необхідні відповідно підготовлені фахівці. За ініціативою інспектора друкарень і книжкової торгівлі в Києві Олександра Олександровича Нікольського 17 лютого 1898 року були скликані збори, в яких взяли участь власники міських друкарень та літографій. Збори прийняли рішення про створення навчального закладу для підготовки фахівців друкарської справи та була утворена комісія для реалізації цього рішення до якої увійшли сам пан Олександр Нікольський та власники друкарень Стефан Кульженко, К. Міленський, Іван Чоколов, Г. Фронцевич. Комісія розробила статут школи, але відкриття затримувалось через брак коштів. Згодом на її відкриття 10 000 рублів пожертвував підприємець Нікола Терещенко, 1 000 рублів вніс редактор газети «Киевлянин» Дмитро Піхно, 800 — Є. Терещенко, по 500 — власники друкарень П. Барський, М. Корчак-Новицький, С. Кульженко, І. Чоколов, товариство «Кушніров і Кº», Дитятківське паперове товариство, по 200 — Духовний собор Києво-Печерської лаври, Управління Південно-західних залізниць. Від 25 до 50 рублів вносили також інші організації та приватні особи.
Школу назвали «Художньо-реміснича учбова майстерня друкарської справи» та підпорядкували Міністерству промисловості і торгівлі. Для реалізації теоретичного та практичного навчання були створені учбові майстерні, бібліотека, музей.

### Діяльність
Навчальна майстерня з урочистями відкрилася 2 листопада 1903 року в будівлі по вулиці Хрещатику № 22. Заняття проводилися у шести кімнатах будинку. З 1905 року майстерня містилася у садибі по вулиці Софіївській № 7.
Курс навчання був трирічний. Освіта була платною — 30 рублів за навчальний рік, що у порівнянні з іншими школами було недорого. Згідно із статутом у школі навчалися учні друкарських закладів Києва віком від 12 до 16 років, які отримали початкову освіту та мали здібності до малювання. У 1903 році у перший клас було зараховано 29 учнів, 16 з яких вже працювали в друкарнях. До 1914 року фахову освіту здобули 278 учнів. Проте лише кожний п'ятий закінчив повний курс із свідоцтвом підмайстра, оскільки діти робітників друкарів, міської бідноти, після року-двох навчання, залишали школу, оскільки були вимушені були заробляти гроші. Найбільш здібним з бідних учнів надавали стипендії в розмірі річної оплати за навчання. Перші дві запровадили у 1906 році в пам'ять членів ради школи Ф. Григоровича-Барського і С. Кульженка. До 1914 року стипендій вже було вісім, серед них також — імені В. Кульженка. З 1911 року учні отримували гроші і за виконані школою замовлення.
Впродовж 1908—1917 років викладачем, завідувачем школи працював мистецтвознавець Іван Волянський. До 1911 року завідував курсами і викладав малюнок художник Павло Васильченко. З 1911 року викладачем малювання, завідувачем курсів працював художник Фотій Красицький. Історію поліграфії, техніку та книгодрукування викладав Василь Кульженко.
Разом з вивченням історії та техніки друкарської справи велика увага приділялась загальноосвітнім дисциплінам. У школі вивчали російську мову, арифметику, історію, географію, основи слов'янської мови, навчали читати грецькою, латинською, французькою.
Для кращого освоєння практичних навичок навчальна майстерня в 1909 році почала випускати власний журнал під назвою «Мистецтво і друкарська справа». З 1911 року видання називалося «Мистецтво. Живопис. Графіка. Художній друк».

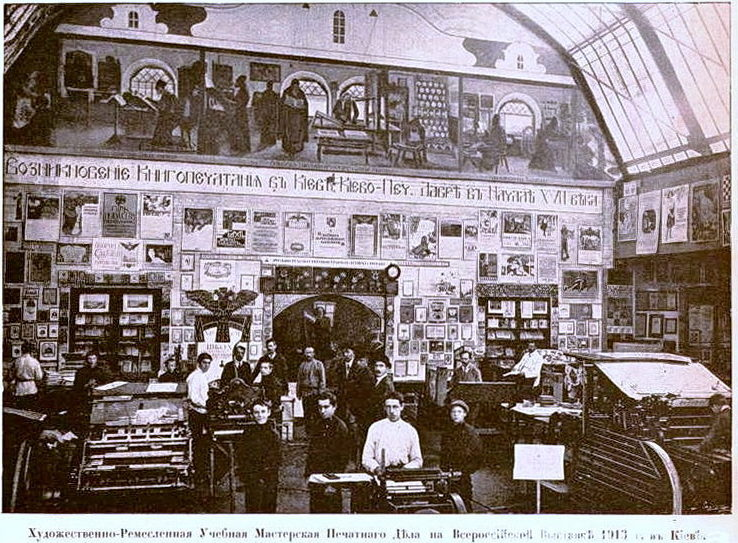
Павільйон школи на Київськійї Всеросійській виставці 1913 року.

Роботи учнів експонувалися і отримували нагороди на різних виставках. Так золотою медаллю Міжнародної фотографічної виставки в Києві у 1909 році була відзначена робота учбово-фототипічної майстерні. Школа брала участь у Всеросійській промисловій та сільськогосподарській виставці, яка проходила в Києві у 1913 році. Тоді до павільйону Друкарської справи було перевезено обладнання школи, на якому під керівництвом майстрів працювали учні. За високомайстерну друкарську та художню роботу на виставці, цікаві експонати, школі було присуджено вищу нагороду — Велику золоту медаль. Влітку 1914 року школа брала участь у Міжнародній виставці друкарської справи та графіки в Лейпцизі, проте з початком Першої світової війни експозиція була згорнута, а її матеріали з великими труднощами повернулись до Києва.
Під час війни з великими труднощами школа ще продовжувала роботу. Її наступником стала створена у 1921 році за ініціативою Василя Кульженка Професійно-технічна техшкола поліграфічного виробництва (нині Київське вище професійне поліграфічне училище).